# Carl Wilhelm Hahn

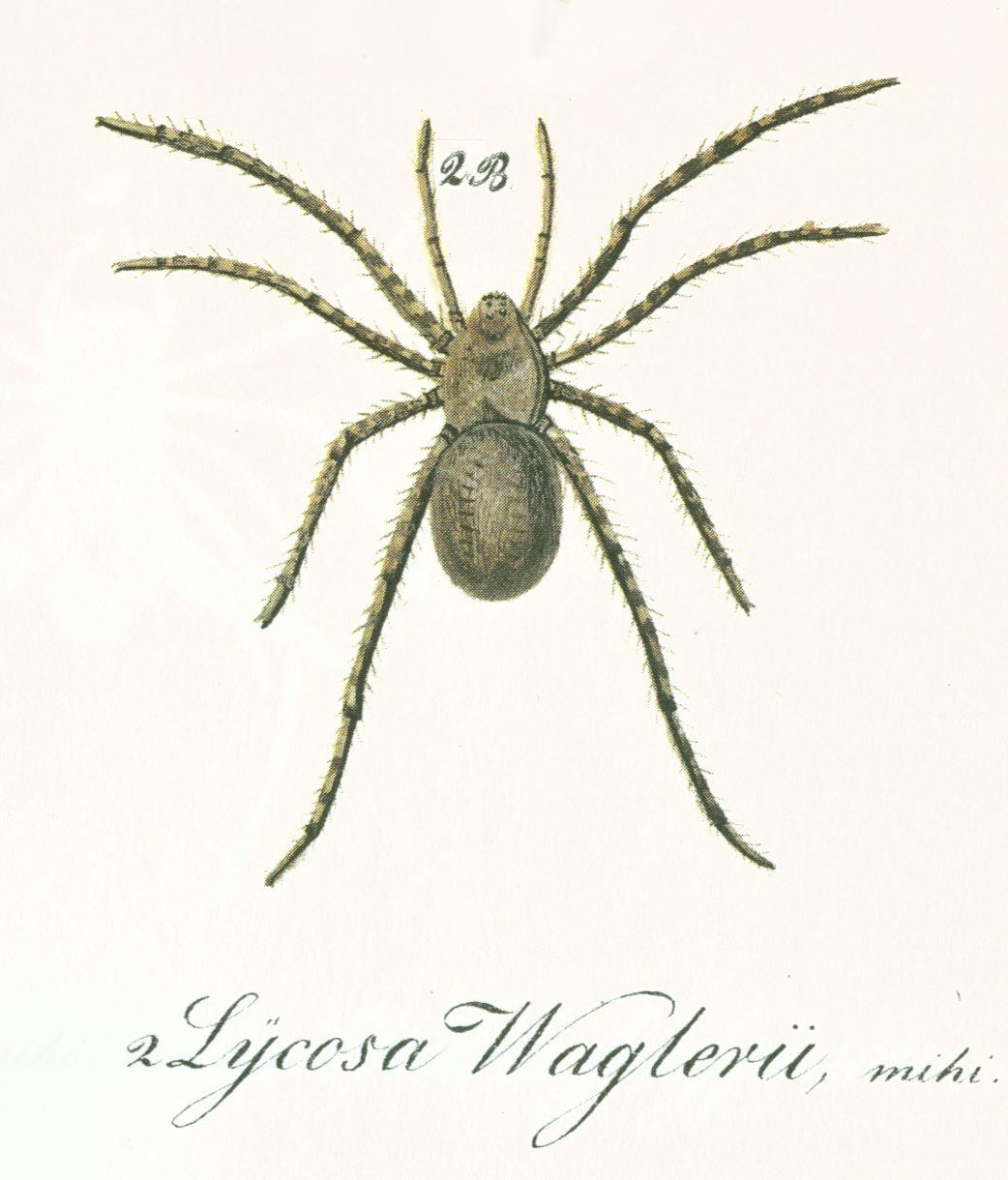
Ilustracja z 3. zeszytu monografii Hahna

Carl Wilhelm Hahn (Carolus Guilielmus Hahn, ur. 16 grudnia 1786 w Weingartsgreuth, zm. 7 listopada 1835 w Norymberdze) – niemiecki przyrodnik, autor pierwszej niemieckiej monografii poświęconej pająkom.
Był najstarszym synem Johanna Michaela Hahna (1734-1824), nadwornego ogrodnika majątku Barona von Seckendorff, a później pałacowego ogrodnika na dworze Friedricha von Pückler. W 1813 roku zgłosił się do służby wojskowej, w 1816 roku przeniesiony w stan spoczynku. Następnie zamieszkał wraz z rodzicami w Fürth i oddał się badaniom przyrodniczym. Studiował na Uniwersytecie w Erlangen i uzyskał tytuł doktora. 24 lutego 1820 roku ożenił się z wdową Victorią Franciscą Kaltdorff, z domu Schaefer.
Uważana za największe dzieło Hahna Monographie der Spinnen została opublikowana w latach 1820-26 w ośmiu częściach. Opublikowane w niskim nakładzie dzieło jest obecnie bibliograficzną rzadkością; w bibliotekach na całym świecie naliczono 14, często niekompletnych, egzemplarzy. W 1988 roku Sacher przygotował reprint tej pracy.

## Prace
- Voegel aus Asien, Africa, America, und Neuholland, in Abbildungen nach der Natur mit Beschreibungen. Lechner: Nurnberg, 1818-1836.
- Monographia Aranearum – Monographie der Spinnen. Lechner: Nurnberg, 1820-1836.
- Naturgetreue Abbildungen zur allgemeinnützigen Naturgeschichte der Thiere Bayerns. Nurnberg, 1826-1828.
- Icones ad monographium Cimicum Nurnberg, Lechner, 1826.
- C. W. Hahn, J. E. von Reider: Fauna Boica, oder gemeinnützige Naturgeschichte der Thiere Bayerns. Zeh: Nurnberg, 1830-1835.
- Die Arachniden. Getreu nach der Natur abgebildet und beschrieben. Zeh: Nurnberg, 1831-1834
- Die wanzenartigen Insecten. Getreu nach der Natur abgebildet und beschrieben. Zeh: Nurnberg, 1831-1835
- Gründliche Anweisung Krustenthiere, Vielfüße, Asseln, Arachniden und Insecten aller Klassen zu sammeln, zu präpariren, aufzubewahren und zu versenden. Zeh: Nurnberg, 1834.
- Ornithologischer Atlas oder naturgetreue Abbildung und Beschreibung der aussereuropäischen Vögel. Zeh: Nurnberg 1834-1836
- Icones Orthopterorum. Abbildungen der hautflügeligen Insecten. Lechner: Nurnberg, 1835.